# Templo de los Delios

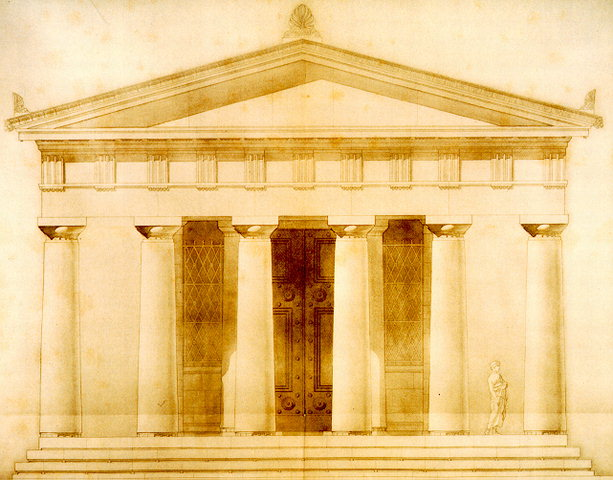
Reconstrucción del templo de Apolo en el siglo XIX

Plano del Santuario de Apolo. Con el número 1, el Templo de los Delios

El Templo de los Delios es el mayor de los tres templos griegos dedicados a Apolo dentro del témenos del Santuario de Apolo en la isla griega de Delos. Este era uno de los poco más de una docena de santuarios panhelénicos de la religión griega antigua y atraía a visitantes de todo el mundo helénico. También es conocido como el Gran Templo o el Templo de Apolo de Delos.

## Historia

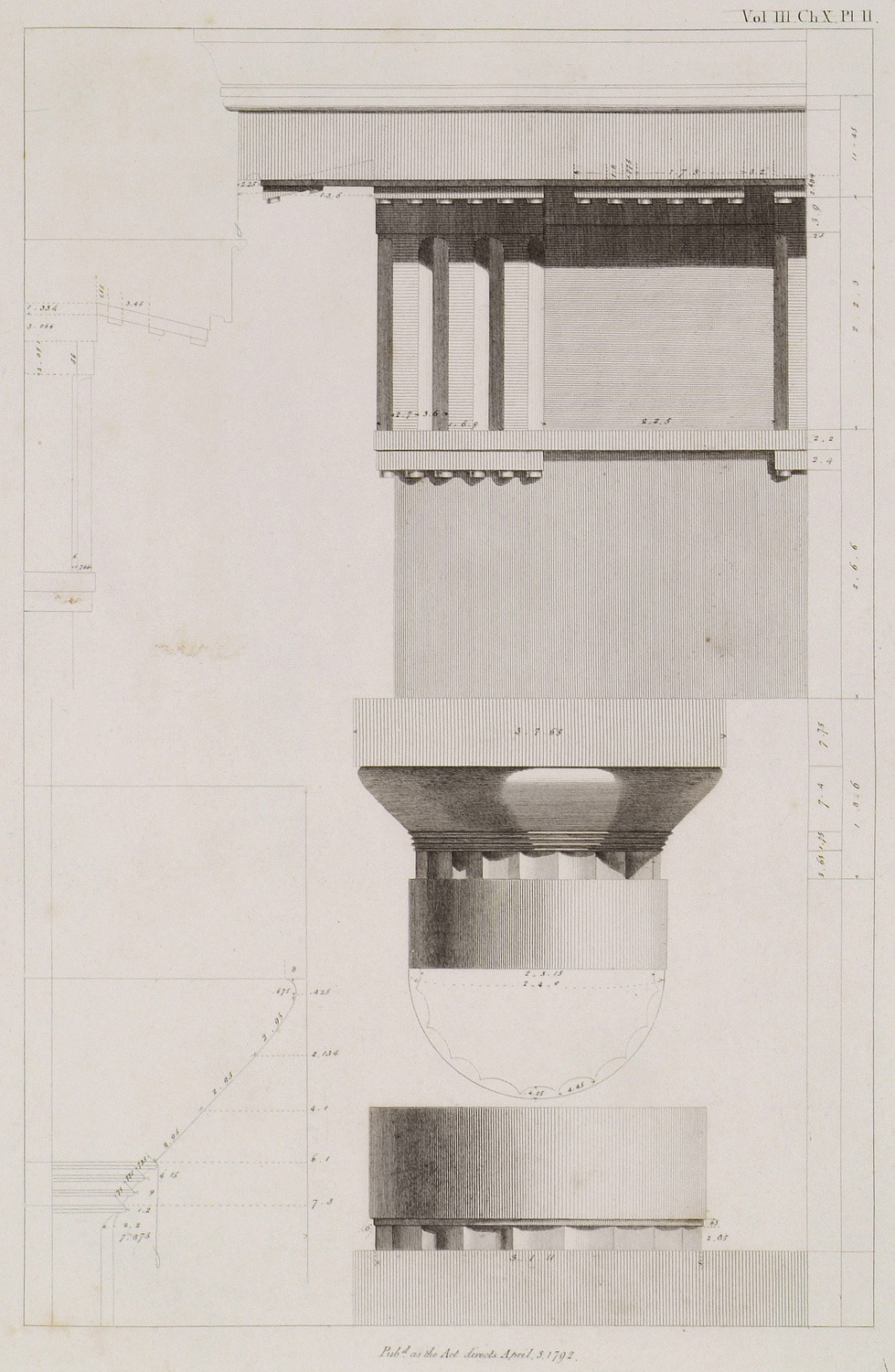
Fuste, capitel y entablamento de las columnas inacabadas - James Athenian Stuart y Nicholas Revett, 1794

La construcción fue financiada por la Liga de Delos y comenzó en el 476 a. C. La construcción se interrumpió en el 454 a. C. cuando el Tesoro de Delos fue transferido a Atenas. Los trabajos se reanudaron durante el período de independencia de Delos después del 314 a. C. Los toques finales y los adornos decorativos nunca se completaron.
El templo fue destruido principalmente durante las Guerras Mitridáticas y hoy solo quedan los cimientos, el estilobato y fragmentos de columnas.

## Descripción
El Templo de los Delios es un templo períptero de orden dórico, con seis columnas en los lados cortos y trece columnas en los lados largos. La cella está orientada con la puerta hacia el oeste, con un pronaos y un opistódomos, ambos en antis. Los cimientos del templo miden ca. 30 x 13 metros en total. 
Debido a que la construcción fue suspendida, las columnas que se conservan muestran cómo los antiguos griegos hacían las estrías. Los tambores redondos de piedra que formaban el fuste de la columna tenían una forma bastante tosca mientras estaban en el suelo, y se hacían estrías de solo unos pocos centímetros en los tambores superior e inferior, como guía para los albañiles. Luego se montaba la columna en su lugar. Normalmente los albañiles usaban andamios para completar las estrías del resto del fuste,  pero en este templo ese acabado no se realizó.
El templo contenía la estatua de culto de Apolo y cientos de preciosas ofrendas.  Uno de los tesoros del templo era una estatua de Apolo hecha por «Angelio y Tectao, hijos de Dionisiodoto", que representaba al dios con tres Cárites (Gracias) en la mano.
En la parcela contigua se encontraba el famoso Coloso de los naxios.